# Phasmophobia
Phasmophobia ist ein Independent-Supernatural-Investigation-Horror-Computerspiel, das von Kinetic Games entwickelt wird. Eine erste Early-Access-Version, die Unterstützung für Virtual-Reality-Headsets anbietet, wurde über Steam veröffentlicht.

## Spielprinzip
Das Spiel basiert auf dem Prinzip, als Geisterjäger verschiedene Geister aufzuspüren und zu identifizieren. Dies kann in Gruppen von bis zu vier Personen geschehen. Geister können dabei verschiedene Eigenschaften aufweisen, die man mit passenden Geräten aufspüren muss und befinden sich innerhalb verlassener Gebäude wie beispielsweise alten Farm-Häusern, einer alten High School, einer alten Psychiatrie, einem alten Gefängnis und seit dem 17. Oktober 2023 auch die erneuerte „Maple Lodge Campsite“, ein großer Campingplatz. Die Aufspürgeräte bestehen aus einem Basis-Set, das beim Start jeder Runde direkt zur Verfügung steht, welches jedoch auch durch das im Spiel erspielte Geld erweitert werden kann. Die Geräte, darunter Thermometer, Kameras, Mikrofone und Bewegungssensoren, dienen dem Zweck zu kommunizieren, sich selbst zu schützen oder Hinweise zu finden. Je nach Schwierigkeitsgrad, den man auswählt, besteht die Chance, dass zusätzlich ein Ouija-Brett, eine Spieluhr, ein Beschwörungskreis, ein verfluchter Spiegel, Tarotkarten, eine Voodoo-Puppe oder eine mumifizierte Hand („Monkey Paw“) auf der Karte zu finden sind. Diese Objekte erleichtern einige Aspekte des Spiels (z. B. erkennt man durch den Spiegel sofort den Geisterraum), senken aber die spielinterne geistige Gesundheit („Sanity“) oder haben andere Nachteile.
Die verschiedenen Geistertypen weisen verschiedene Fähigkeiten auf, die sie in bestimmten Situationen stärker machen, oder deren Schwächen man sich selbst zu Nutze machen kann. So gibt es einen Geist, der dazu neigt, deutlich mehr Gegenstände als üblich zu werfen (Poltergeist), oder auch einen Geist der stärker ist, sobald das Licht ausgeschaltet wird und schwächer wird, sobald es eingeschaltet wird (Mare). Für Abwechslung sorgt auch ein Geist, der immer weiß, wo sich der Spieler befindet, aber sich in dessen Nähe nur extrem langsam bewegt (Deogen). Der Mimic stiftet hingegen Verwirrung, indem er andere Geister für 0,5–2 Minuten imitiert, aber durch „falsche“ Geisterorbs relativ leicht zu enttarnen ist.
Die bisher im Spiel vertretenen Geister sind: Gespenst, Spirit, Phantom, Poltergeist, Banshee, Dschinn, Mare, Revenant, Shade, Dämon, Yurei, Oni, Hantu, Yokai, Onryo, Goryo, Myling, Obake, Raiju, die Zwillinge, Mimic, Deogen (Die Augen), Moroi und Thaye. Mit dem Truck Overhaul Update am 10. Juni 2022 kamen mit dem Thaye, Moroi und Deogen die bisher letzten Geister hinzu.
Je nach Schwierigkeitsgrad (Anfänger, Fortgeschritten, Profi, Albtraum und Wahnsinn) gibt es zu Anfang jeder Runde eine kurze Sicherheits-Zeit (außer bei Profi, Albtraum und Wahnsinn), in der der Geist noch nicht angreifen kann. Nachdem die Zeit abgelaufen ist und der Sanity-Grad (geistige Gesundheit) der Spieler durch die Suche gesunken ist, kann der Geist auch den Angriffsmodus starten, den man in seiner Nähe an blinkenden Lichtern erkennt. Das benutzen eines verfluchten Gegenstandes beendet die Sicherheits-Zeit vorzeitig.
Die meisten Geister können erst ab einer geistigen Gesundheit unter 50 % jagen, aber einige Geister haben höhere bzw. niedrigere Schwellen, der Dämon und der Onryo haben darüber hinaus Fähigkeiten, mit denen sie eine Jagd starten können, egal wie hoch die geistige Gesundheit ist. Alle der verfluchten Besitztümer können auch zum Start einer Jagd führen – gerade dann, wenn sie unachtsam verwendet werden. Eine solche Jagd ist meistens eine „verfluchte Jagd“. Sie ist um 20 Sekunden länger als eine normale Jagd und verlängert alle darauffolgenden Jagden um 20 Sekunden und hat nur eine Karenzzeit (Zeit, in der der Geist sich vor einer Jagd manifestiert und noch nicht angreifen kann) von 1 Sekunde.

## Entwicklungs- und Veröffentlichungsgeschichte
Im März 2020 richtete der Hersteller Kinetic Games eine Produktseite auf der digitalen Vertriebsplattform Steam ein. Im Juni desselben Jahres wurde ein erster Trailer veröffentlicht. Am 18. September 2020 wurde das Spiel in einer Early-Access-Version veröffentlicht.
Dknighter, der Gründer von Kinetic Games, plant, das Spiel im Jahre 2023 final zu veröffentlichen. Ziele von ihm in der weiteren Entwicklung sind beispielsweise schlauere Geister (Verbesserung der KI), die es dem Spieler erschweren sollen, das Verhalten der Geister vorherzusehen. Dieser Plan, inklusive der Veröffentlichung auf Konsolen wie der PlayStation 5 und der Xbox Series, wurde im August 2023 bis auf Weiteres verschoben, weil im Bürogebäude ein Feuer ausgebrochen war, das weitere Arbeiten verzögerte. Der nächste angedachte Termin um Halloween 2023 konnte auch nicht eingehalten werden.
Am 17. August 2023 veröffentlichte das Entwicklerstudio Kinetic Games ihr bisher umfangreichstes Update mit dem Namen „Phasmophobia Ascension“. Dieses Update führte neue Grafiken für Geister und Spielercharaktere ein und brachte die „Modell Progression 2.0“. Dies führte zur Zurücksetzung des bisherigen Spielerfortschritts, um allen Spielern die gleichen Chancen zu bieten. Darüber hinaus wurden für jedes Ausrüstungsstück (wie Taschenlampen, Geisterbox, …) nun drei Upgrade-Stufen eingeführt, die freigeschaltet werden können, je weiter man im Level (Prestige) aufsteigt.
Jegliche Updates, die bereits für die Beta freigegeben sind, sind für jeden Spieler über Steam spielbar und können als Spiele-Version ausgewählt werden. So kann man Änderungen direkt testen und sich einen Eindruck von kommenden Updates machen.
Am 9. Januar 2024 veröffentlichte der Entwickler auf der Game-Plattform Steam den Fahrplan zu den weiteren Schritten bis zur offiziellen Veröffentlichung inklusive Konsolen-Release. Dort wurde auch eine weitere Game-Map angekündigt: ein Leuchtturm namens „Point Hope“. Dieser war schon Monate zuvor in einem Easter Egg im Spiel angedeutet worden, wobei eine Leuchtturm-Karte ursprünglich von vielen als ein Aprilscherz verstanden wurde. Im Juni 2024 wurde „Point Hope“ schließlich veröffentlicht.

## Rezeption
Das Spiel erzielte große Aufmerksamkeit in den Medien und wurde eines der beliebtesten Steam-Spiele 2020, mit den meisten Verkäufen im Zeitraum um Oktober und November 2020. Auch auf Twitch wurde das Spiel als eines der beliebtesten Spiele markiert.

### Auszeichnungen
- 2020: The Game Awards – Best Debut Game
- 2020: Steam Awards – nominiert für VR-Spiel des Jahres
- 2020: Game of the Year Awards – Best Co-op Game[10]
- 2020: Unity Awards – nominiert für Best Multiplayer Game[11]
- 2021: Game Developers Choice Awards – Best Debut[12]
- 2021: Global Industry Game Awards – nominiert für Gameplay Design[13]